# Château de la Favorite (Lunéville)
Pour les articles homonymes, voir Petit-Château et Favorite.
Le château de la Favorite (ou Petit château du Prince Charles) est un château de la commune de Lunéville à l'est du département de Meurthe-et-Moselle, construit par Charles Alexandre de Lorraine. Il se situe 3, rue Voltaire à quelques mètres au sud-est du château de Lunéville.

## Histoire
Le duc Léopold Ier de Lorraine demanda la construction de ce petit château pour son dernier fils Charles-Alexandre (1712-1780). Les travaux débutent après la mort de Léopold Ier en 1730 et se terminent en 1734, sur des plans de l'architecte Germain Boffrand et sous la conduite de Jean Marchal.
Charles-Alexandre s'exile à Vienne quand le duché passe sous la coupe de la France en 1736, mais s'il ne vit pas en Lorraine, il entretient son château et en conserve la pleine propriété jusqu'à sa mort en 1780. Nonobstant, Stanislas Leszczynski, duc de Lorraine de 1737 à 1766, l'utilise parfois pour y loger temporairement certains de ses favoris.
En 1780, le château passe par héritage à l'empereur Joseph II qui le met en vente. Il est alors acheté par un notable de la Cour. La suite des propriétaires successifs du XIXe siècle est mal connue. Le château est doublé à cette époque avec une nouvelle façade côté ville (côté ouest) et un réaménagement des combles. La façade côté jardin (côté est) n'est pas touchée.
La commune de Lunéville devient propriétaire du château au cours du XXe siècle et le revend en 1999. Il était alors en bon état de conservation. Il avait été inscrit partiellement aux monuments historiques le 13 septembre 1984 puis en totalité le 14 décembre 1992. Mais depuis le début du XXIe siècle, le château ne cesse de se dégrader, il est en 2022 proche de la ruine — cheminées enlevées, décors abîmés, fenêtres murées, toits percés… — et le jardin a totalement disparu. Le 21 septembre 2011, il est classé entièrement au titre des monuments historiques.
Son propriétaire est jugé en 2020 pour abus de biens sociaux, banqueroute, escroquerie et fraude fiscale.

## Description
À l'est, côté jardin, la façade est d'époque de la construction, soit du XVIIIe siècle. Un petit corps central à trois baies est entourée de deux ailes symétriques à cinq fenêtres chacune. La façade a deux niveaux de hauteur, le rez-de-chaussée et les combles. À l'ouest, côté ville, la façade originelle a été doublée au cours du XIXe siècle avec un avant-corps carré central entouré de deux ailes symétriques. Cette façade possède trois niveaux de hauteurs, le rez-de-chaussée, un étage carré et des combles. Le sous-sol existant n'a pas de fenêtres vers l'extérieur.
À l'intérieur, le corps central renferme le salon ovale (ou salon d'honneur). Le salon est décoré de stucs sur deux niveaux dans la partie haute (une frise sculptée en bas-reliefs figurant huit scènes allégoriques animées de putti au-dessus et douze médaillons d’empereurs romains en dessous). Les trois baies du salon sont surmontées de médaillons décorés du monogramme princier. On trouve également à l'intérieur un vestibule où l'on peut voir le chiffre de Charles-Alexandre incrusté dans le sol. Les combles du château ont été réaménagées à la fin du XIXe siècle.

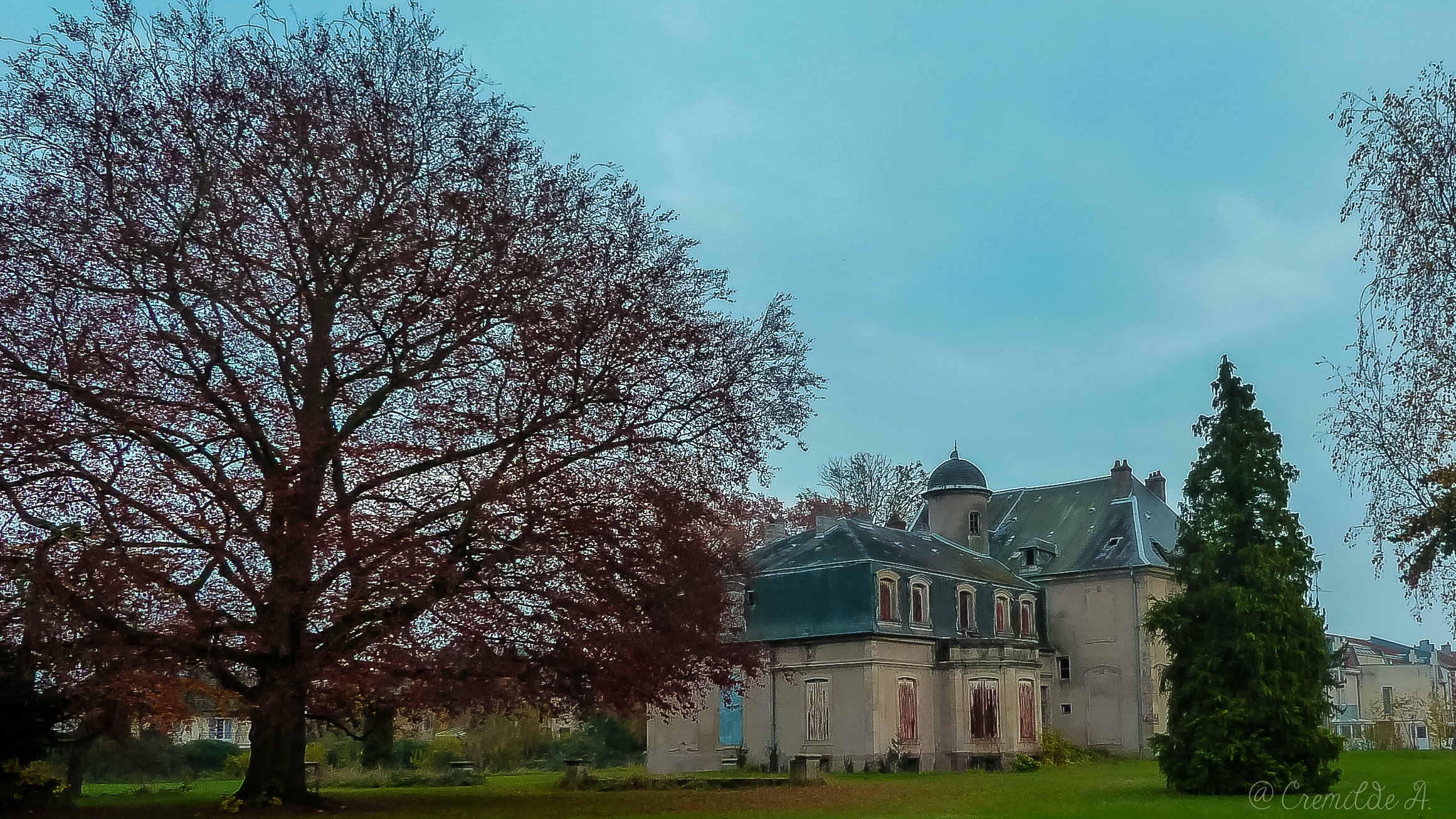
Le château et le parc en août 2011.
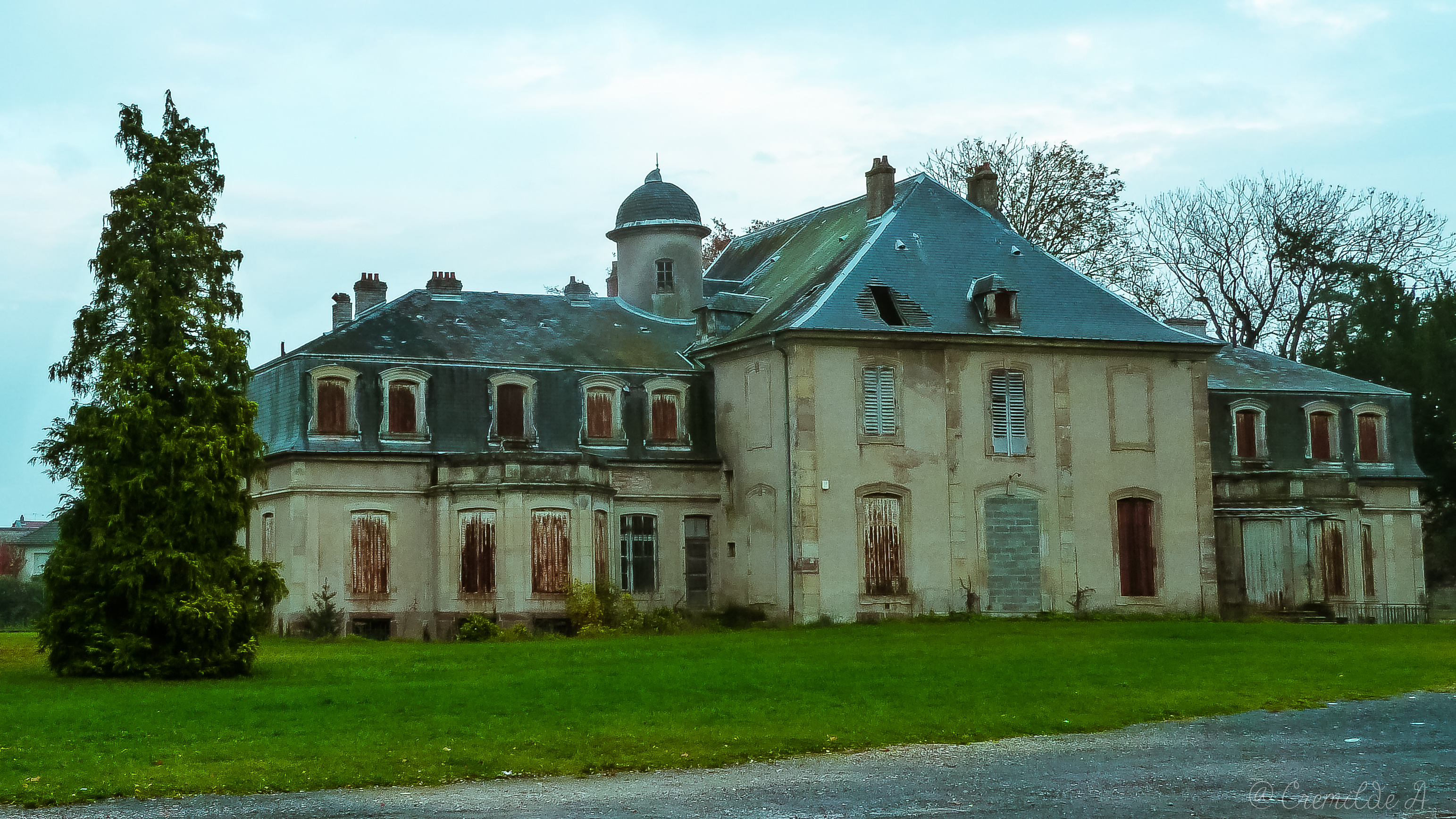
Le château en août 2011.
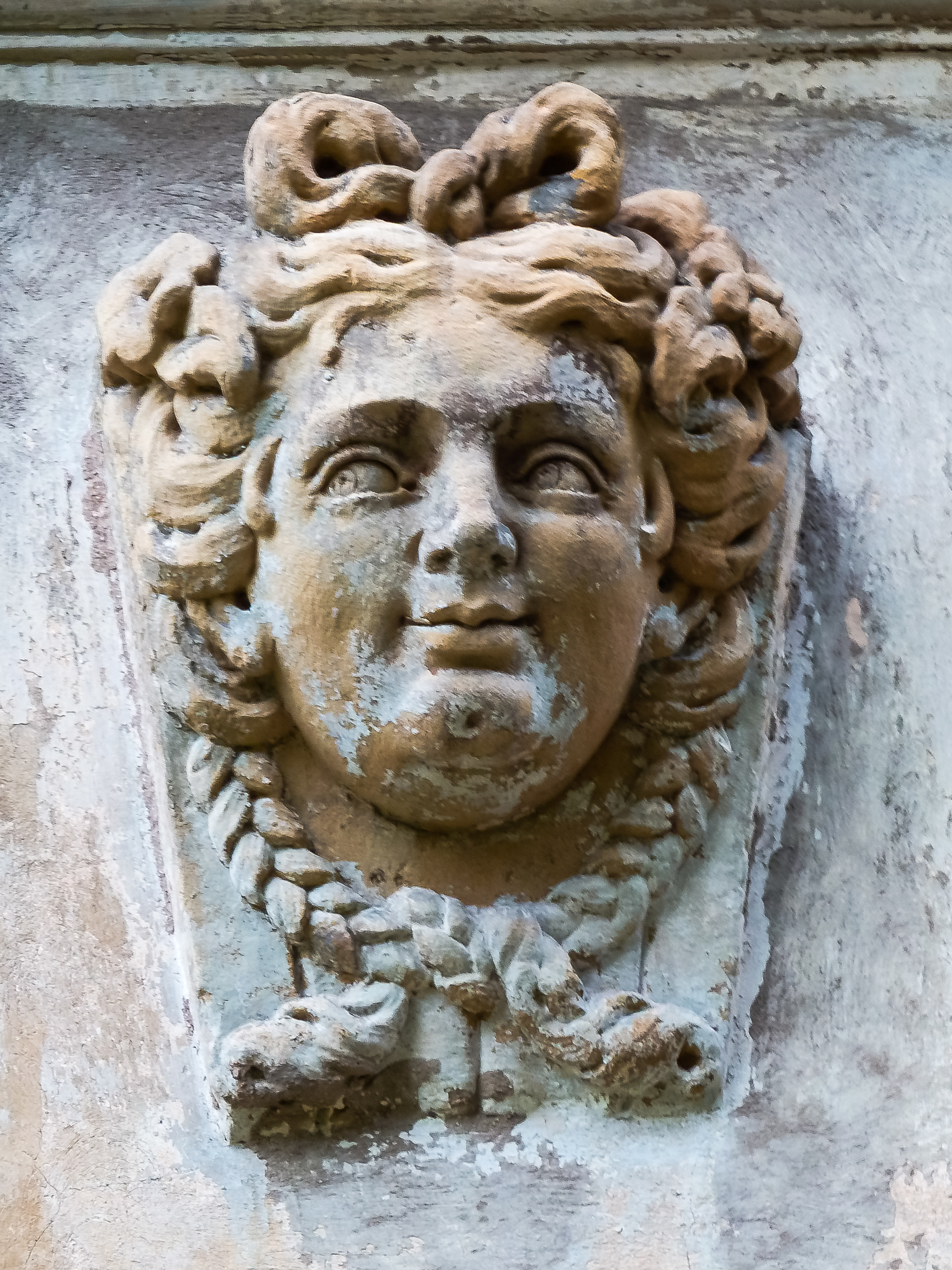
Détail d'un mascaron.
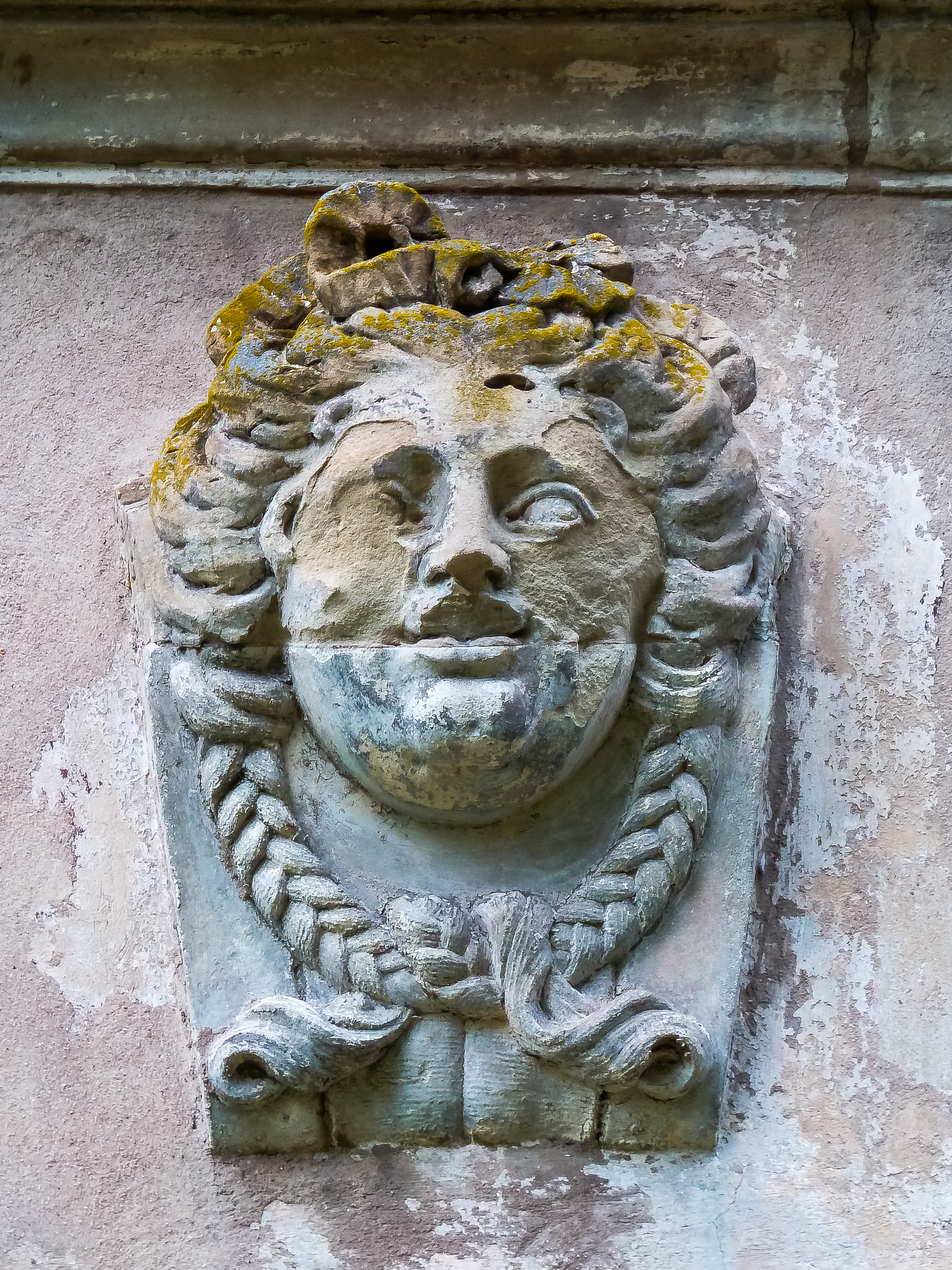
Détail d'un mascaron.
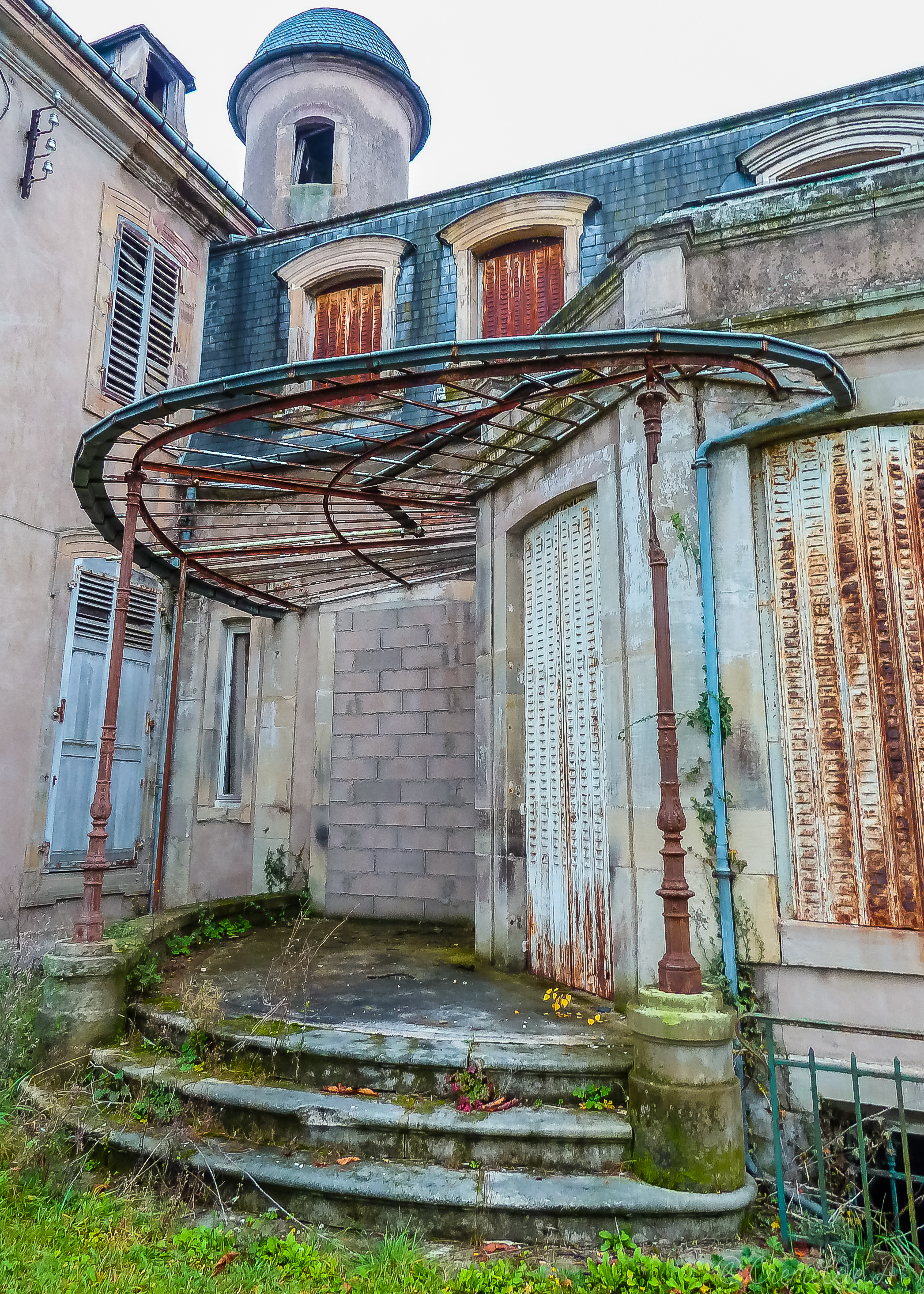
Le perron en 2011.
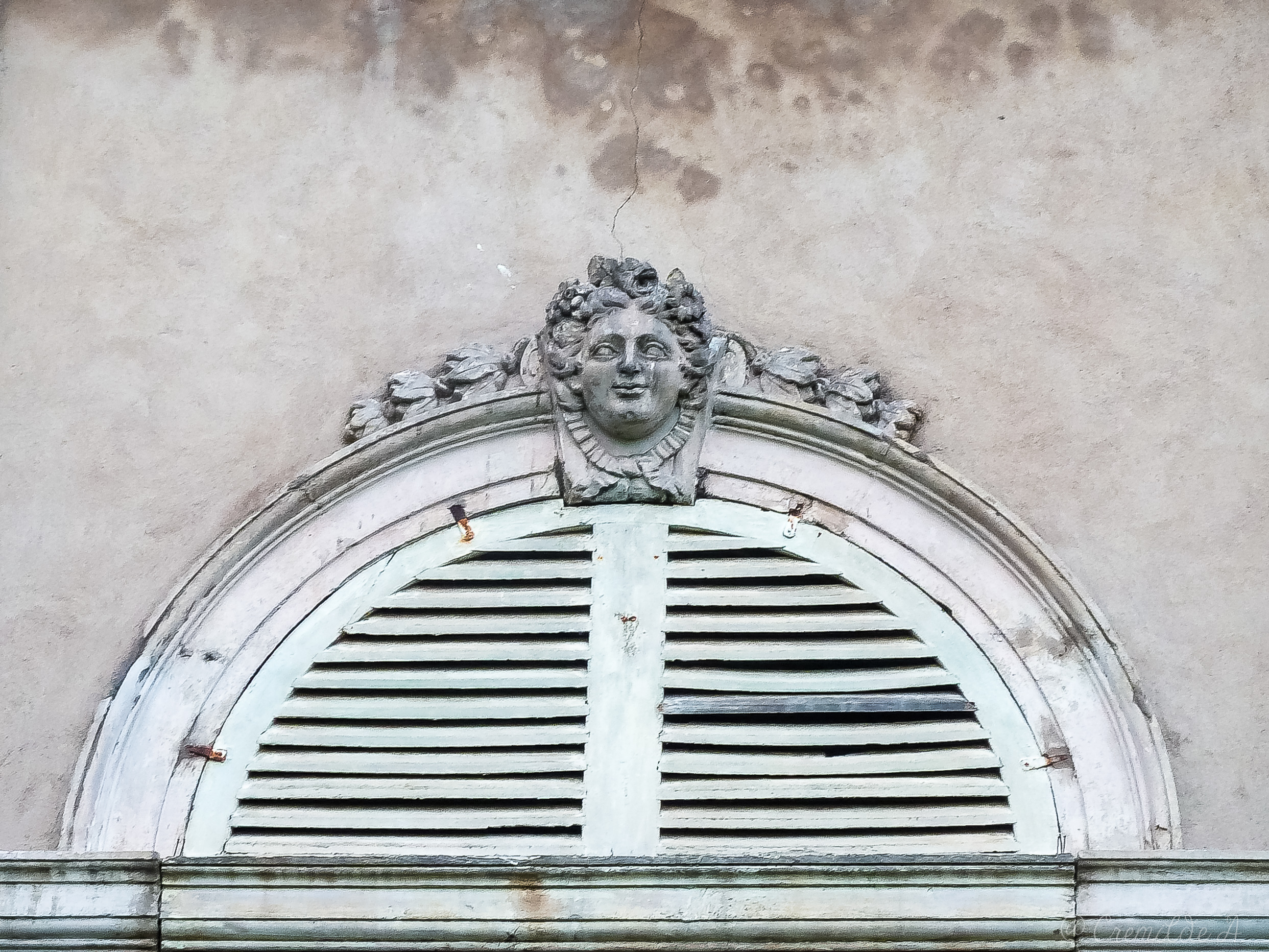
Détail d'une ouverture.
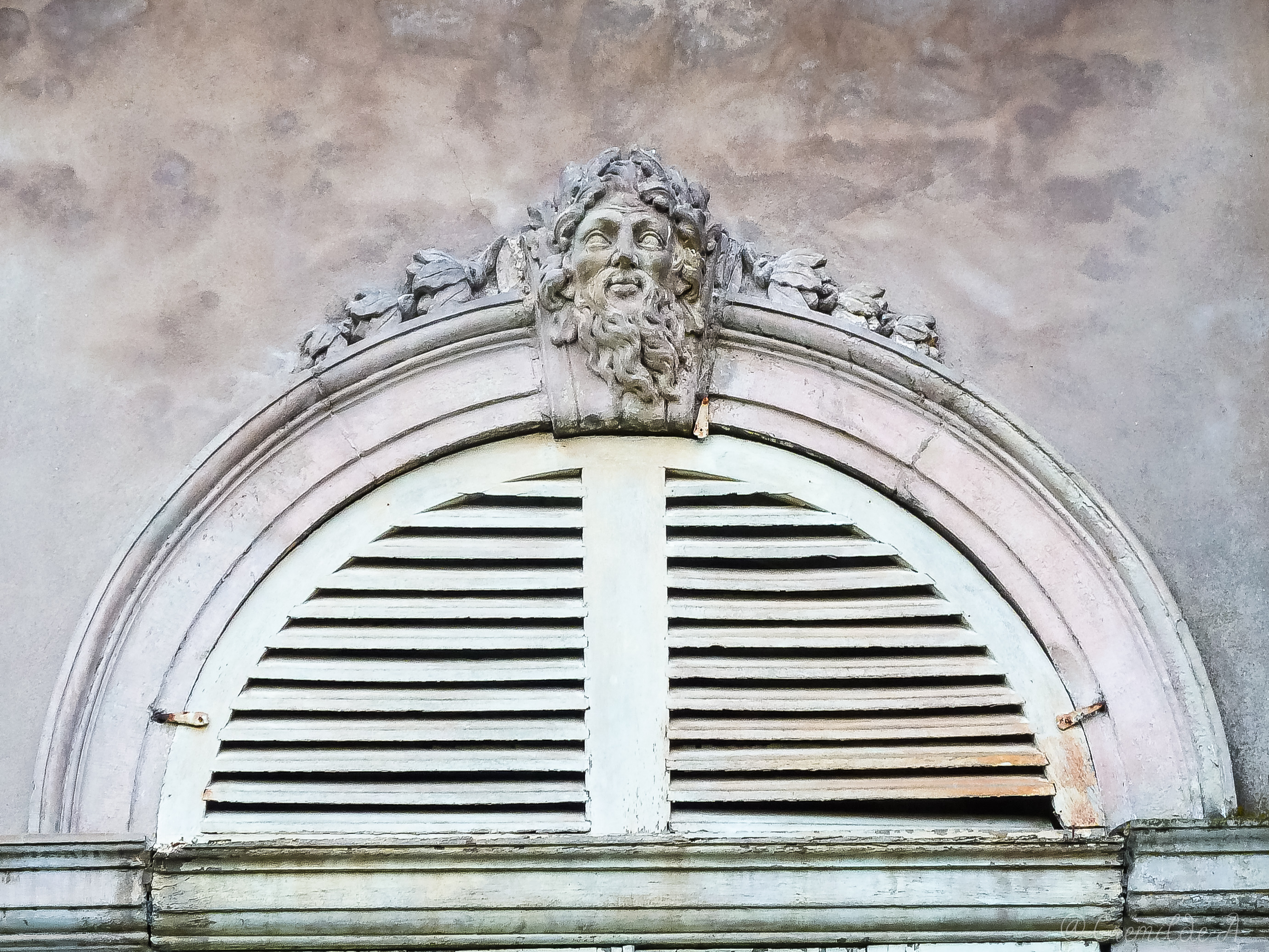
Détail d'une ouverture.
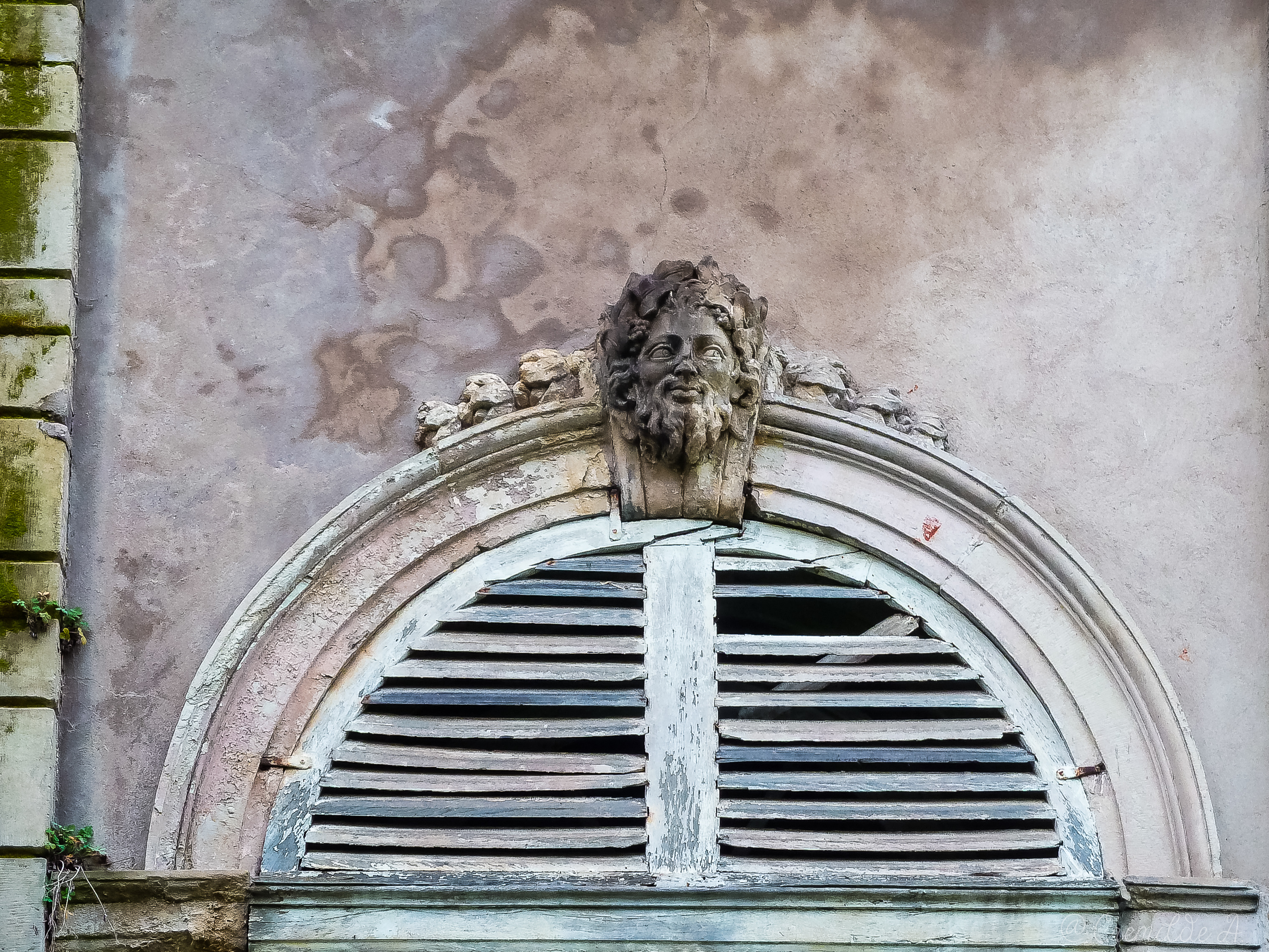
Détail d'une ouverture.
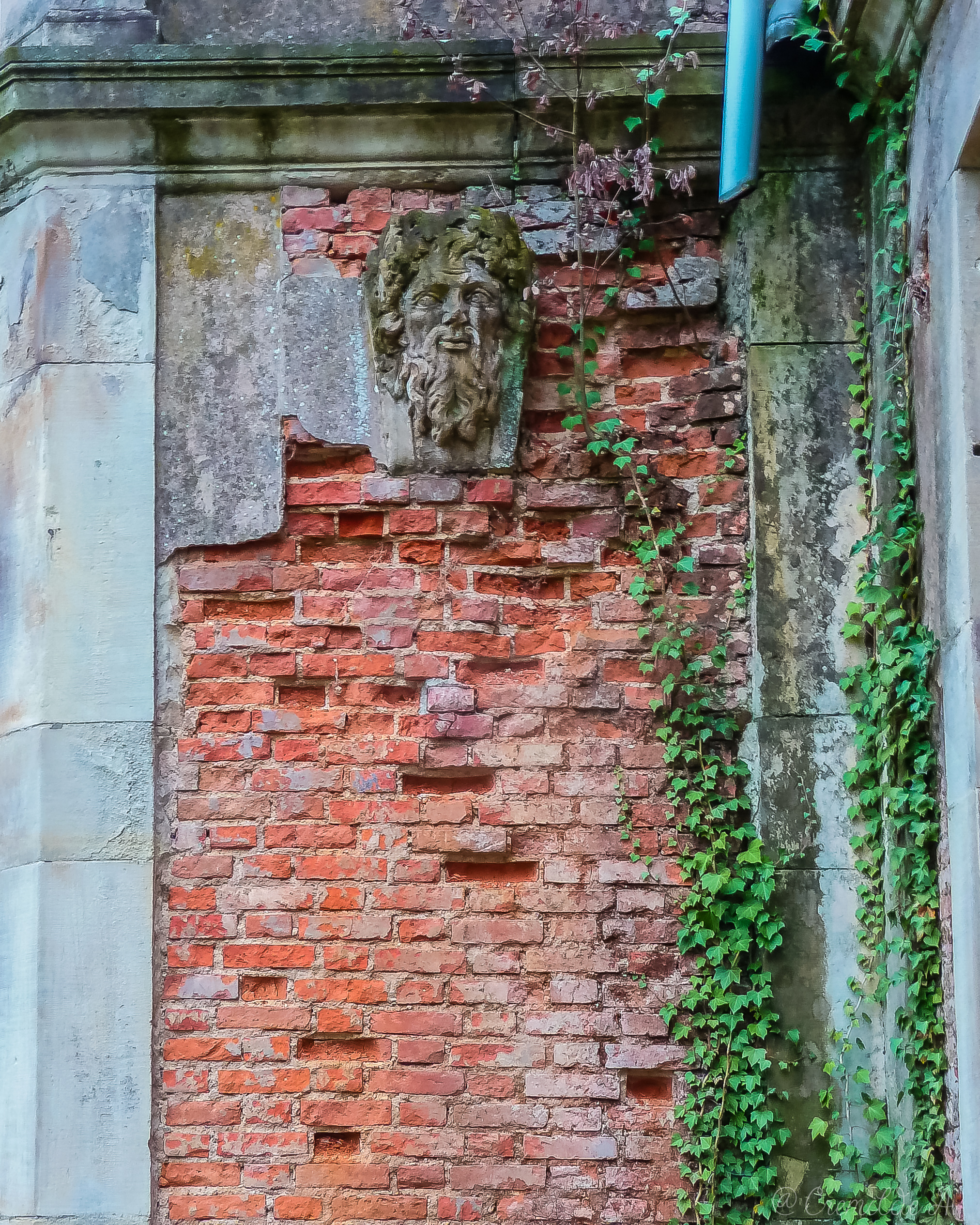
Détail d'un mur en 2011.